# Selastele
Selastele là một chi ốc biển, là động vật thân mềm chân bụng sống ở biển trong họ Calliostomatidae.

## Các loài
Các loài trong chi Selastele gồm có:
- Selastele kopua (Marshall, 1995)[2]
- Selastele limatulum (Marshall, 1995)[3]
- Selastele onustum (Odhner, 1924)[4]
- Selastele pictum Marshall, 1995[5]
- Selastele retiarium (Hedley & tháng 5 năm 1908)[6]